# Delevea namibensis
Delevea namibensis is een keversoort uit de familie Torridincolidae. De wetenschappelijke naam van de soort is voor het eerst geldig gepubliceerd in 1997 door Endrödy-Younga.